# Balanopaceae
Balanopaceae is een botanische naam, voor een familie van tweezaadlobbige planten. Een familie onder deze naam wordt algemeen erkend door systemen voor plantentaxonomie, en ook door het APG-systeem (1998) en het APG II-systeem (2003).
Het betreft een kleine familie van één geslacht, bomen en struiken, in tropisch Australië en aangrenzend Oceanië.
In het Cronquist-systeem (1981) werd de familie geplaatst in de orde Fagales, maar veel andere systemen geven de voorkeur aan een plaatsing in een eigen orde (Balanopales).
In het verleden werd ook de spelling Balanopsidaceae wel gebruikt.